# Веймарська конституція

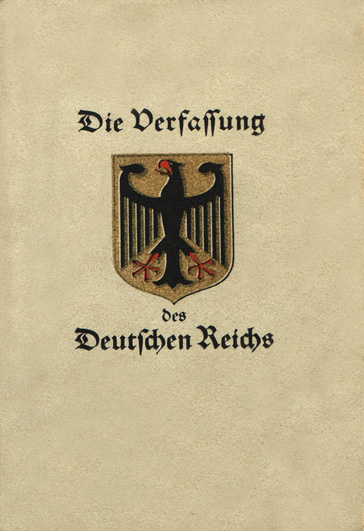
Веймарська конституція

Веймарська конституція (нім. Weimarer Verfassung; офіційна назва  Конституція Німецької імперії (нім. Die Verfassung des Deutschen Reichs) або  Веймарська імперська конституція (нім. Weimarer Reichsverfassung), скор.  WRV) — перша в Німеччині демократична конституція. Була прийнята 31 липня 1919 у Веймарі. Веймарська конституція заснувала в Німеччині республіку, що діє на принципах парламентської демократії і федералізму. Багато засад Веймарської конституції були запозичені з Конституції Паульскірхе 1848, а потім в 1949 були схвалені Основним законом ФРН. За місцем ухвалення конституції Німецька імперія в свій демократичний період з 1919 по 1933 роки дістала назву Веймарської республіки.

## Історія
Після революції 1848 року, що відбила назріле після Реставрації невдоволення пануючими в багатьох країнах Європи монархічними порядками, 27 березня 1849 після тривалих дебатів Національні збори, що засідали в церкві Паульскірхе у Франкфурті-на-Майні прийняли проект конституції Німецької імперії, яка за місцем свого прийняття дістала назву Конституція Паульскірхе.
Конституцією Паульскірхе передбачалося установлення в Німеччині спадкової монархії в конституційній формі. У цьому зв'язку кайзерівська депутація Національних зборів запропонувала корону кайзера Німеччини королю Пруссії Фрідріху Вільгельму IV. Прусський король відмовився від корони, і тим самим парламент в церкві Святого Павла і прийнята ним конституція зазнали поразки.
16 квітня 1871 набрала чинності так звана Імперська конституція Бісмарка — конституція заснованої в Німеччині кайзерівської імперії. В її основу лягла конституція Північнонімецького союзу 1866. Підготовлена Бісмарком конституція обмежувалися лише встановленням повноважень окремих органів державної влади, в ній були відсутні положення про основні конституційні права. Крім того, конституція Бісмарка передбачала монархічну форму правління. Веймарська конституція, яка змінила конституцію Бісмарка, орієнтувалася на основні цінності Конституції Паульскірхе і містила главу про основні права і свободи.
Вибори в конституційні Веймарські установчі збори відбулись 19 січня 1919. Жінкам були надані як активні, так і пасивні виборчі права. Місця в установчих зборах розподілялися за принципом пропорційного представництва. Соціал-демократична партія Німеччини, ставши найбільшою фракцією, разом з партією Центру і Німецької демократичною партією утворила так звану Веймарську коаліцію.
Перше засідання Національних зборів відбулося 6 лютого 1919 у Веймарі в будівлі Національного театру. В Берліні на той час було важко забезпечити незалежність і безпеку роботи парламентаріїв. Вибравши для засідань Веймар, Національні збори прагнули нагадати про гуманістичні ідеали веймарського класицизму. Однак для такого вибору були і військові причини: в разі атаки запропонований спочатку Ерфурт давав менше можливостей для захисту.
Перший проект конституції в значній мірі був підготовлений державним секретарем імперського відомства внутрішніх справ Гуго Прейссом, який надалі зайняв посаду рейхсміністра внутрішніх справ після відмови Радою народних уповноважених від кандидатури Макса Вебера.
Всі політичні структури кайзерівського періоду, передбачені конституцією Бісмарка, як, наприклад Федеральна рада Німецької імперії, були ліквідовані або втратили своє значення, тому між монархічними і республіканськими партіями розгорнулася серйозна боротьба. 31 липня 1919 Національні збори прийняли конституцію в її остаточній формі (262 — за, 75 — проти, були відсутні 84 депутати). 11 серпня 1919 в Шварцбургу свій підпис під конституцією поставив рейхспрезидент Фрідріх Еберт. Конституція набрала чинності з моменту опублікування 14 серпня 1919. 11 серпня став національним святом Веймарської республіки, нагадуючи «про день народження демократії в Німеччині».
Веймарська конституція формально зберігала свою дію і після приходу до влади Адольфа Гітлера 30 січня 1933. Однак фактично вона здебільшого не діяла. Спочатку після пожежі Рейхстагу 27 лютого 1933 був виданий указ рейхспрезидента «Про захист народу і держави», що анулював мандати 81 депутата рейхстагу від Комуністичної партії Німеччини і тим самим створив необхідну більшість у 2/3 для прийняття змін до конституції, які дозволили прийняти Закон «Про подолання тяжкого становища народу і рейху». Дія цього закону, прийнятого 23 березня 1933, спочатку обмежувалася чотирма роками, проте згодом її неодноразово подовжували. Лише з переходом влади до Контрольної ради 5 червня 1945 Веймарська конституція повністю втратила чинність.
Статті 136, 137, 138, 139 і 141 Веймарської конституції в 1949 були інкорпоровані в Основний закон ФРН. Інші норми Веймарської конституції, що не суперечили Основному закону, діяли як звичаєве право ФРН до 60-х років.

## Структура Веймарської конституції
Згідно з традиціями конституційного права Німеччини Веймарська конституція складалася з трьох частин. В першу чергу вона розмежовувала у зовнішніх відносинах повноваження імперії і земель (колишніх союзних держав кайзерівської імперії), що входили до її складу. Далі конституція встановлювала органи імперської державної влади та їх повноваження по відношенню один до одного. Третя частина конституційних норм регулювала відносини між державою та громадянами. На відміну від Імперської конституції Бісмарка 1871, Веймарська конституція встановлювала у другій частині обширний перелік основних конституційних прав і свобод.
- Преамбула
- Перша частина: Структура і завдання імперії
  - Перший розділ: Імперія і землі
  - Другий розділ: Рейхстаг
  - Третій розділ: рейхспрезидент і імперський уряд
  - Четвертий розділ: Рейхсрат
  - П'ятий розділ: Законодавство імперії
  - Шостий розділ: Управління імперією
  - Сьомий розділ: Правосуддя
- Друга частина: Основні права та обов'язки німців
  - Перший розділ: Особистість
  - Другий розділ: Суспільство
  - Третій розділ: Релігія і релігійні суспільства
  - Четвертий розділ: Освіта і школа
  - П'ятий розділ: Економіка
- Перехідні та прикінцеві положення